# Jack Sikma
Jack Wayne Sikma (ur. 14 listopada 1955) – amerykański koszykarz występujący na pozycji środkowego, mistrz NBA z 1979, po zakończeniu kariery zawodniczej trener koszykarski.
Mierzący 211 cm wzrostu koszykarz studiował na Illinois Wesleyan University. Do NBA został wybrany z 8 numerem w drafcie w 1977 przez Seattle SuperSonics. Sikma koszykarzem SuperSonics był przez dziewięć sezonów, stanowił ważną część zespołu mistrzowskiego. Karierę kończył w Milwaukee Bucks, gdzie grał w latach 1986–1991. W NBA zdobył ponad 17 000 punktów. Siedem razy był wybierany do All-Star Game (1979–1985). Jego numer (43) został zastrzeżony przez Seattle SuperSonics. Po zakończeniu kariery pracuje jako szkoleniowiec.
W NBA łącznie 17287 punktów i 10816 zbiórek. 

## Osiągnięcia
Na podstawie, o ile nie zaznaczono inaczej.
NAIA
- Koszykarz roku CCIW (1975–1977)
- Zaliczony do 
  - I składu NAIA All-American (1976, 1977)
  - III składu NAIA All-American (1975)

NBA
- Mistrz NBA (1979)
- Zaliczony do:
  - I składu debiutantów NBA (1978)[4]
  - II składu defensywnego NBA (1982)[5]
- Uczestnik meczu gwiazd NBA (1979–1985)
- Lider NBA w skuteczności wolnych (1988)
- Zespół Seattle SuperSonics zastrzegł należący do niego numer 43
- Zawodnik tygodnia NBA (4.04.1982, 2.12.1984)

### Inne
- Zaliczony do Galerii Sław Koszykówki im. Jamesa Naismitha (2019)[6]